# Trigona guianae
Trigona guianae là một loài Hymenoptera trong họ Apidae. Loài này được Cockerell mô tả khoa học năm 1912.